# ProSieben Maxx
ProSieben Maxx  es un canal de televisión privado en abierto de Alemania. Forma parte del grupo ProSiebenSat.1 Media junto a los canales ProSieben, Sat.1 y Sixx. Comenzó sus emisiones a partir del 3 de septiembre de 2013.
El canal de televisión principalmente emite programación orientada a un público infantil y juvenil a lo largo del día con numerosos dibujos y anime. Por otra parte en horario de máxima audiencia emite series y películas y se dirige a un público masculino de entre 30 y 59 años. La mayoría de las series se emiten en versión original con subtítulos en Alemán.

## Programación

### Dibujos animados y Anime
- Avengers Assemble
- Dragon Ball Kai
- Hulk y los Agentes de S.M.A.S.H.
- Hombres de Negro (la serie)
- Naruto
- Naruto Shippuden
- One Piece
- Pokémon
- Detective Conan
- Yu-Gi-Oh! ARC-V
- Yu-Gi-Oh! GX
- Yu-Gi-Oh! Zexal

### Series de televisión y Anime de culto
- Andrómeda
- Black Bullet
- Chaos Dragon
- Dos hombres y medio
- Expediente X
- Futurama
- Gotham
- Kekkai Sensen
- Minority Report (serie de televisión)
- Padre de familia
- Stargate
- Tokyo Ghoul

## Audiencias
|      | Enero | Febrero | Marzo | Abril | Mayo | Junio | Julio | Agosto | Septiembre | Octubre | Noviembre | Diciembre | Media Anual |
| ---- | ----- | ------- | ----- | ----- | ---- | ----- | ----- | ------ | ---------- | ------- | --------- | --------- | ----------- |
| 2013 | -     | -       | -     | -     | -    | -     | -     | -      | -          | 0.4%    | 0.4%      | 0.4%      | 0.1%        |
| 2014 | 0.4%  | 0.5%    | 0.4%  | 0.6%  | 0.5% | 0.5%  | 0.6%  | 0.5%   | 0.6%       | 0.6%    | 0.6%      | 0.6%      | 0.5%        |
| 2015 | 0.6%  | 0.6%    | 0.7%  | 0.7%  | 0.7% | 0.7%  | 0.7%  | 0.6%   | 0.6%       | 0.6%    | 0.7%      | 0.8%      | 0.7%        |
| 2016 | 0.6%  | 0.5%    | 0.5%  | 0.5%  | 0.6% | 0.6%  | 0.6%  | 0.5%   | 0.6%       | 0.5%    | 0.6%      | 0.6%      | 0.6%        |
| 2017 | 0.6%  | 0.6%    | 0.6%  | 0.6%  | 0.8% | 0.7%  | 0.7%  | 0.8%   | 0.7%       | 0.8%    | 0.7%      | 0.7%      | 0.7%        |
| 2018 | 0.7%  | 0.6%    | 0.7%  | 0.8%  | 0.8% | 0.7%  | 0.8%  |        |            |         |           |           |             |